# Alfonsina Storni
Alfonsina Storni (Sala Capriasca, Ticino kanton, 1892. május 29. – Mar del Plata, 1938. október 25.) a 20. századi latin-amerikai költészet egyik legfontosabb alakja.

## Élete
Alfonsina Storni Svájcban, egy Sala Capriasca nevű városban született, szülei argentin söriparosok voltak. Itt éltek pár évig, Alfonsina itt tanult meg olasz nyelven beszélni. Nem sokkal később a családi vállalkozás csődbe ment, így az argentínai Rosario városában nyitottak egy kocsmát, egy ideig Alfonsina is itt dolgozott.
1907-ben csatlakozott egy vándorszínház társulatához, akikkel beutazta az egész vidéket.
Visszatérve befejezte a tanulmányait, mint vidéki általános iskolai tanár, valamint elkezdett dolgozni néhány magazinnál (Mundo Rosarino, Monos y Monadas, Mundo Argentino).
1911-ben Buenos Aires-be költözött, a nagyváros ismeretlenségét kutatva. A következő évben megszületett fia, Alejandro, aki házasságon kívüli gyerek volt, egy újságíróval való kapcsolatából. Az anyagi nehézségek ellenére, 1916-ban megjelent első kötete, a La inquietud del rosal („A nyugtalanság rózsája”), később elkezdett írni egy magazinnak (Caras y Caretas), mialatt pénztárosként dolgozott egy boltban.
Hamarosan több más íróval is összebarátkozott, például José Enrique Rodóval, Amado Nervóval, de szoros barátságban volt José Ingenierosszal és Manuel Ugarte-val is.
Amint az anyagi helyzete megengedte, utazgatott Montevideóban és Uruguayban, itt találkozott Juana de Ibarbourou költőnővel és Horacio Quiroga íróval, akikkel jó barátokká váltak. Az 1920-ban kiadott Languidez („Bágyadtság”) c. kötetével több díjat is elnyert.
Irodalmat tanított egy egyetemen; 1925-ben publikálta az Ocre c. munkáját. A stílusa mostanra több realista jegyet mutatott mint előtte, témáiban pedig sokkal erőteljesebb lett a feminista vonal.
Európai utazásainak köszönhetően sokat változott a stílusa, a korábbi sablonok eltűntek és eljutott egy sokkal drámaibb líraiságba, megtöltődött egyfajta erotikus hevességgel - ami abban az időben ismeretlennek számított-, és új feminista gondolatisággal, például a Mundo de siete pozos („A világ hét forrása”) (1934) és Mascarilla y trébol („Álarc és lóhere”) (1938) c. kötetében.
Storni egyszer el enemigo-nak, ellenségnek nevezte a férfiakat. Munkájának nagy része a nők férfiak általi elnyomására koncentrál. Ez gyakran személyes sértegetésekben formálódik meg, melyeket általánosságban a férfiaknak szán, például a „Tú me quieres blanca”-ban („Ártatlanul akarsz engem”) azt írja, Dios te lo perdone, „Isten bocsásson meg nektek”.

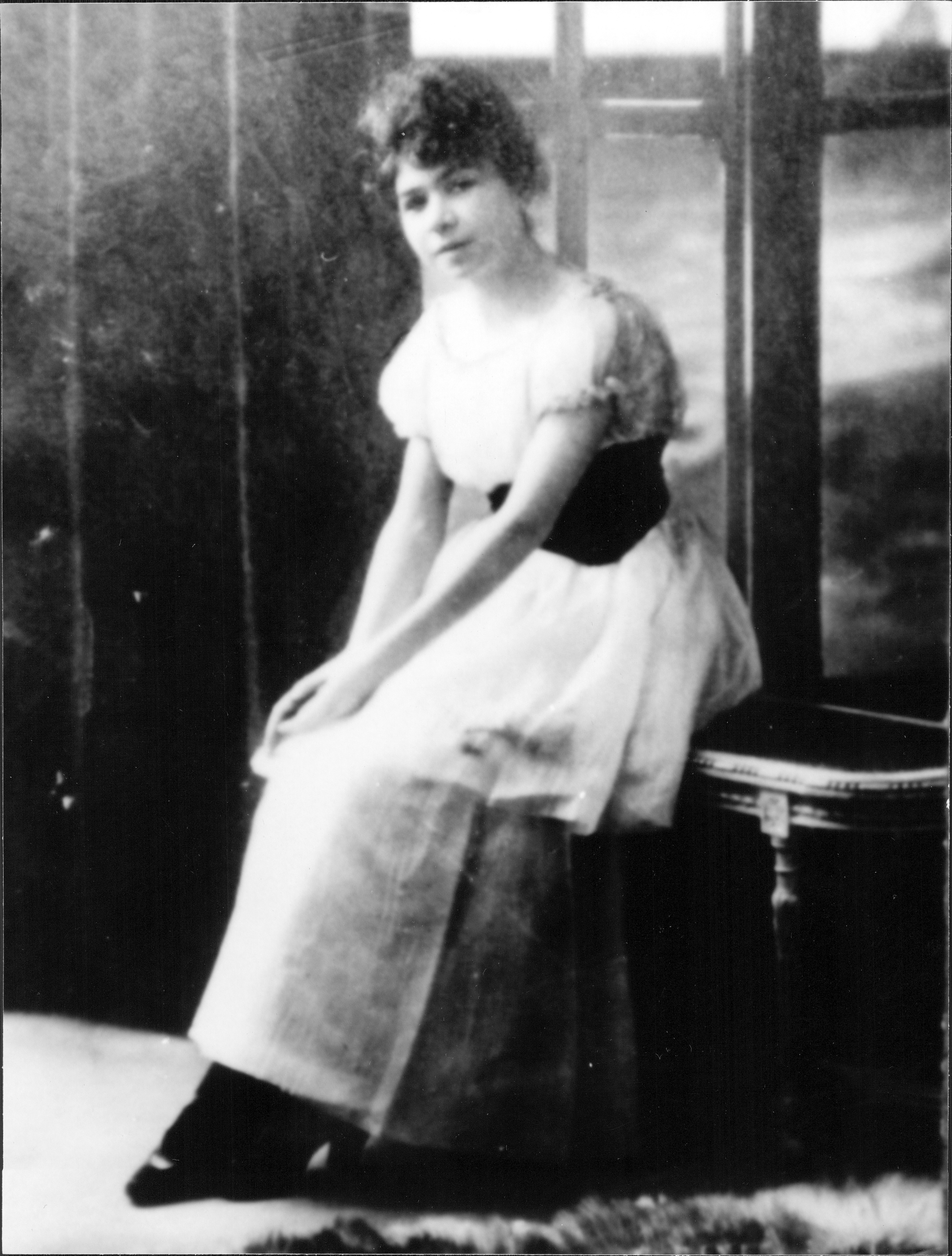
1916

Másfél évvel barátja, Horacio Quiroga öngyilkossága után, 1938 októberében elküldte az utolsó versét (Voy a dormir - „Aludni térek”) egy újságnak; majd 25-én kedden, hajnali 1 körül elhagyta a szobáját és a tenger felé vette az irányt (Argentína, Mar del Plata, La Perla nevű partszakasza).Reggel két munkás találta meg a partra mosott testét.Az életrajzkutatók úgy tartják, hogy a hullámtörőről ugrott bele a vízbe, de népszerű legendák szerint lassan sétált a tengerbe, amíg el nem merült.

Voy a dormir
Dientes de flores, cofia de rocío,

manos de hierbas, tú, nodriza fina,

tenme prestas las sábanas terrosas

y el edredón de musgos escardados.
Voy a dormir, nodriza mía, acuéstame.

Ponme una lámpara a la cabecera;

una constelación; la que te guste;

todas son buenas; bájala un poquito.
Déjame sola: oyes romper los brotes...

te acuna un pie celeste desde arriba

y un pájaro te traza unos compases
para que olvides... Gracias. Ah, un encargo:

si él llama nuevamente por teléfono

le dices que no insista, que he salido...
[az angol fordítás alapján szabadon:
Aludni térek
Virágok foga, harmat hajhálója,

gyógynövények karja, te, tökéletes dajkám,

ágyazz meg nekem a földlepedőkkel

és a kócos mohák pehelypaplanjával.
Aludni térek, dadám, fektess az ágyba.

Állíts egy lámpást a fejem mellé;

egy csillagképet; amelyiket szeretnéd;

bármelyik jó lesz; tedd egy kicsit lejjebb.
Hagyj egyedül: hallod, ahogy a rügyek kipattannak…

egy égi láb ringat el felülről

és madár rajzolja meg a mintát neked
így tán elfeledsz… Köszönöm. Ó, és még egy kérés:

ha újra telefonál,

mondd el neki, ne próbálja többször. Elmentem…

## Munkái
Versei, kötetei magyar fordításban nem jelentek meg.
- 1916 La inquietud del rosal („A nyugtalanság rózsája”)
- 1918 El dulce daño („Édes sérelem”)
- 1919 Irremediablemente („Gyógyíthatatlan”)
- 1920 Languidez („Bágyadtság”)
- 1925 Ocre („Okker”)
- 1926 Poemas de amor („Szerelmesversek”)
- 1927 El amo del mundo: comedia en tres actos („A világ tanítója: vígjáték három felvonásban”)
- 1932 Dos farsas pirotécnicas („Two pyrotechnic farces”)
- 1934 Mundo de siete pozos („A világ hét forrása”)
- 1938 Mascarilla y trébol („Álarc és lóhere”)

## Fordítás
- Ez a szócikk részben vagy egészben  az   Alfonsina Storni című angol Wikipédia-szócikk fordításán alapul.  Az eredeti cikk szerkesztőit annak laptörténete sorolja fel. Ez a jelzés csupán a megfogalmazás eredetét és a szerzői jogokat jelzi, nem szolgál a cikkben szereplő információk forrásmegjelöléseként.